# Attanagalla
Attanagalla és un Secretariat Divisional del districte de Gampaha a la província Occidental de Sri Lanka. Va ser creada el 1972. És també una circumscripció electoral.